# Pop Goodwin
Wilfred R. "Pop" Goodwin (Brooklyn, Nueva York, 22 de diciembre de 1929-Walden, Nueva York, 17 de mayo de 2005) fue un jugador de baloncesto estadounidense que disputó dos temporadas en la BAA, además de jugar en la NBL y  en la New York State Professional League. Con 1,88 metros de estatura, jugaba en la posición de ala-pívot.

## Trayectoria deportiva

### Profesional
Sin haber jugado previamente en la universidad, en 1945 fichó por los Sheboygan Redskins de la NBL, con los que únicamente disputó dos partidos en los que promedió 1,5 puntos. Al año siguiente firmó por los Providence Steamrollers de la recién creada BAA, donde en su primera temporada promedió 4,7 puntos por partido. Jugó una temporada más en los Steamrollers, en la que sólo participó en 24 partidos, en los que promedió 3,8 puntos.
Antes de retirarse, jugó una temporada con los Mohawk Redskins de la liga semiprofesional New York State Professional League, con los que se proclamó co-campeones junto a los Cohoes Mastodons, ya que tras dos partidos de las finales disputadas al mejor de cinco, ambos equipos se quedaron literalmente sin jugadores, la mayoría de ellos jugando los playoffs de la ABL.

#### Estadísticas en la BAA

##### Temporada regular
| Temporada | Edad | Equipo                  | Liga | P  | TIT | MIN | TC  | TCA | %TC  | 3P | 3PA | %3P | TL  | TLA | %TL  | R.OF. | R.DEF. | REB | ASIS | ROB | TAP | PER | FP  | PTS |
| 1946-47   | 26   | Providence Steamrollers | BAA  | 55 |     |     | 1.8 | 6.3 | .282 |    |     |     | 1.1 | 1.4 | .800 |       |        |     | 0.3  |     |     |     | 1.7 | 4.7 |
| 1947-48   | 27   | Providence Steamrollers | BAA  | 24 |     |     | 1.5 | 6.5 | .232 |    |     |     | 0.8 | 1.1 | .704 |       |        |     | 0.3  |     |     |     | 1.5 | 3.8 |
| Total     |      |                         | BAA  | 79 |     |     | 1.7 | 6.4 | .266 |    |     |     | 1.0 | 1.3 | .775 |       |        |     | 0.3  |     |     |     | 1.6 | 4.4 |